# 上町四丁目停留場
上町四丁目停留場（かみまちよんちょうめていりゅうじょう）は、高知県高知市上町四丁目にあるとさでん交通伊野線の路面電車停留場。

## 歴史
当停留場は1906年（明治39年）、本町筋四丁目停留場（ほんちょうすじよんちょうめていりゅうじょう）として開業した。1936年（昭和11年）には町名改称により表記を「本丁筋四丁目」に変更。1961年（昭和36年）に停留場はいったん廃止されるも3年後に復活し、1966年（昭和41年）には住居表示の実施により上町四丁目停留場に改称した。
1977年（昭和52年）には、それまで隣の上町二丁目停留場との間に設けられていた上町三丁目停留場を統合した。この上町三丁目停留場も当停留場と同様、1906年（明治39年）に本町筋三丁目停留場として開業し、本丁筋三丁目への表記変更を経て1966年（昭和41年）に上町三丁目と改称していた。統合により上町三丁目停留場は廃止、上町四丁目停留場はそれまでの両停留場の中間地点に新設された。

### 年表
- 1906年（明治39年）10月9日：土佐電気鉄道の路線延伸にあわせて本町筋四丁目停留場として開業[4]。本町筋三丁目停留場もこのとき設けられる[4]。
- 1936年（昭和11年）8月1日：町名改称により本丁筋四丁目停留場、本丁筋三丁目停留場にそれぞれ改称[1][2]。
- 1961年（昭和36年）10月12日：本丁筋四丁目停留場の廃止を認可[1]。
- 1964年（昭和39年）5月21日：本丁筋四丁目停留場の復活を認可[1]。
- 1966年（昭和41年）8月10日：住居表示実施により上町四丁目停留場、上町三丁目停留場にそれぞれ改称[1][2]。
- 1977年（昭和52年）6月20日：上町三丁目停留場が上町四丁目停留場に統合され廃止[1]、それまでの両停留場の中間地点に新しい上町四丁目停留場が設けられる[2]。
- 2014年（平成26年）10月1日：土佐電気鉄道が高知県交通・土佐電ドリームサービスと経営統合し、とさでん交通が発足[5]。とさでん交通の停留場となる。

## 停留場構造
上町四丁目停留場は伊野線の併用軌道区間にあり、道路上にホームが置かれている。ホームは2面あり、東西方向に伸びる2本の線路を挟み込むように配される。ただし互いのホームは東西方向にずれて位置していて、東にはりまや橋方面行き、西に伊野方面行きのホームがある。

## 停留場周辺
- 鏡川
- 高知上町郵便局
- 高知県営鏡水団地
- 国道33号

## 隣の停留場
とさでん交通
伊野線
上町二丁目停留場 - 上町四丁目停留場 - 上町五丁目停留場